# Калас (сын Гарпала)
Калас, также Калат, Каллат (др.-греч. Κάλας), — македонский аристократ, военачальник IV века до н. э. В 336—334 годах до н. э. руководил экспедиционным корпусом македонян в Азии. Хоть Калас и не достиг значимых успехов, он обеспечил создание плацдарма для беспрепятственной высадки основных сил под командованием Александра Македонского. В битве при Гранике 334 года до н. э. он руководил отрядом фессалийской конницы. Впоследствии Александр назначил Каласа сатрапом Геллеспонтской Фригии и Пафлагонии. На этом посту он потерпел поражение от правителя Вифинии Баса.

## Биография
Калас родился в семье Гарпала, верхнемакедонского аристократа из царского рода Элимеи. Этого Гарпала в одной из своих речей упоминал Демосфен при описании эпизода 367 года до н. э., связанного с судьбой амфиполитанских заложников. Калас, возможно, приходился двоюродным братом другому Гарпалу — другу детства Александра Македонского.
В 336 году до н. э. Калас находился среди македонских воинов, которые под командованием Пармениона, Аттала и Аминты пересекли Геллеспонт и вторглись в Азию. Вскоре, после убийства царя Филиппа II, Аттал был казнён по приказу нового царя Александра, а Парменион через некоторое время был отозван в Македонию. Предположительно, Каллас занял место военачальника экспедиционным корпусом македонян. Однако его руководство нельзя назвать успешным: в Троаде он потерпел поражение от персидских войск под командованием Мемнона Родосского, был вынужден оставить Кизик и отступил в Ретейон. Противостояние Каласа и Мемнона нашло отображение в одной из стратегем Полиэна. Согласно античному писателю, Мемнон переодел своих воинов на македонский манер, чем ввёл в заблуждение жителей союзного Каласу Кизика. На территории Азии Калас смог удержать под контролем македонян лишь Ретейон и Абидос.
Хоть действия Каласа и нельзя назвать успешными, он смог создать плацдарм для высадки основных войск македонян под командованием Александра в 334 году до н. э. После высадки македонский царь назначил Каласа гиппархом фессалийской конницы. В битве при Гранике отряд Каласа из 1800 всадников замыкал левый фланг.
В том же году Александр назначил Каласа правителем стратегически важной Геллеспонтской Фригии со столицей в Даскилеоне. Калас стал первым из македонян, который получил от Александра персидский титул сатрапа. Ему было поручено собирать дань в том же объёме, что и при персах: своими действиями Александр хотел убедить местное население, что смена царя не приведёт к каким-либо изменениям в повседневной жизни. На посту сатрапа Калас выполнял не только административные функции, но и руководил македонским воинским контингентом.
На должности военачальника фессалийской конницы Каласа сменил Александр Линкестиец. Перед тем, как последовать дальше в составе основного македонского войска, Александр Линкестиец помог Каласу утвердиться в новой провинции. Возможно, в этом ему также помогли войска Антигона.
Несколько позже, в 333 году до н. э., в подчинение Каласа была передана также Пафлагония, которую ещё было необходимо завоевать. В последующие годы Калас вместе с другими македонскими сатрапами в Малой Азии, Антигоном и Балакром, был занят подавлением очагов сопротивления в Малой Азии.
Впоследствии Калас пытался покорить Вифинию, однако эта попытка оказалась неудачной. Вифинский правитель Бас сумел разгромить македонян. Точная дата этого похода Каласа неизвестна, но он состоялся не позже 328/327 года до н. э. Больше в античных источниках имя Каласа не упоминается. Ещё при жизни Александра новым сатрапом Геллеспонтской Фригии стал Демарх, что могло быть следствием либо смерти Каласа, либо его смещения с поста. Возможно, Калас погиб во время неудачного похода против вифинцев. Ещё по одной версии, высказанной Э. Бэдианом, замена Каласа Демархом стала следствием измены его родственника Гарпала.